# Onosma rhodopeum
Onosma rhodopeum är en strävbladig växtart som beskrevs av Josef Velenovský. Onosma rhodopeum ingår i släktet Onosma och familjen strävbladiga växter. Inga underarter finns listade i Catalogue of Life.